# Руссло-де-Сюржи, Жак Филибер
Жак Филибер Руссло-де-Сюржи (фр. Jacques Philibert Rousselot de Surgy; 26 июня 1737, Дижон — 11 марта 1791, Париж) — французский писатель. Служил во французском казначействе, также исполнял в ряде случаев обязанности цензора.
Основные произведения Руссло-де-Сюржи — страноведческие очерки. Наибольшей известностью среди них пользовалась книга «Интересная и занимательная всячина» (фр. Mélanges intéressants et curieux; 1763-75, в 10 томах), содержащая множество сведений о природе, обществе и политической жизни Азии и Америки; уникальность этой книги связана с тем, что Руссло широко пользовался при её сочинении доступными ему государственными архивами, многие из которых погибли в ходе последовавшей Французской революции. К другим произведениям Руссло этого же рода относятся «Географические, физические и исторические сообщения об Азии, Африке и Америке» (фр. Mémoires géographiques, physiques et historiques sur l'Asie, l'Afrique et l'Amérique; 1767, в 2 томах) и «Естественная и политическая история Пенсильвании и её подпадения под власть квакеров» (фр. Histoire naturelle et politique de la Pensylvanie, et de l'etablissement des Quakers dans cette contrôle; 1770, в 3 томах). Среди других трудов Руссло-де-Сюржи — книга «Превратности судьбы: Мораль в действии» (фр. Les vicissitudes de la fortune; cours de morale mise en action; 1769), «Словарь по финансам» (1784) и др.